# Bismarck Barreto Faria
Bismarck Barreto Faria (født 17. september 1969) er en tidligere brasiliansk fodboldspiller.

## Brasiliens fodboldlandshold
| Brasiliens landshold | Brasiliens landshold | Brasiliens landshold |
| År                   | Kmp                  | Mål                  |
| -------------------- | -------------------- | -------------------- |
| 1989                 | 7                    | 1                    |
| 1990                 | 4                    | 0                    |
| Total                | 11                   | 1                    |